# Eu Sei Quem Me Matou
I Know Who Killed Me (prt/bra: Eu Sei Quem Me Matou) é um filme estadunidense de 2007, do gênero thriller psicológico, dirigido por Chris Sivertson, com roteiro de Jeff Hammond e estrelado por Lindsay Lohan.

## Enredo
O subúrbio tranquilo de New Salem está sendo aterrorizado por um assassino em série que sequestra e tortura mulheres jovens. Aubrey Fleming, uma pianista e aspirante a escritora, parece ser sua próxima vítima quando ela desaparece. Ela é vista mais tarde amarrada e amordaçada em uma mesa de operação. À medida que os dias vão passando, o FBI que foi convocado para rastrear o assassino, começa a perder as esperanças de encontrá-lo antes que seja tarde demais. 
Uma noite, um motorista encontra uma jovem andando por uma estrada deserta, descabelada e gravemente ferida. A menina é levada às pressas para o hospital. Já no hospital ela choca todos dizendo ser uma stripper chamada Dakota Moss, e que nunca ouviu falar de Aubrey Fleming. Convencidos de que Aubrey esteja sofrendo de transtorno de estresse pós-traumático, os médicos, os pais e os investigadores só podem esperar por descanso e terapia para restaurar a memória dela. Depois de voltar para casa de seus pais, ela continua insistindo que não é Aubrey.
Um psicólogo do FBI acredita que Dakota seja uma persona delirante de Aubrey, e os agentes especulam que essa "persona" quer proteger Aubrey dos eventos que aconteceram. Examinando o laptop de Aubrey, eles descobrem uma pequena história sobre uma menina com um alter ego chamada Dakota. Além disso, um teste de DNA confirma que Dakota é Aubrey. Sem saber disso, Dakota começa a suspeitar que pode ser irmã gêmea idêntica de Aubrey, no entanto, Susan mostra a Dakota um vídeo de sua gravidez com o ultra-som claramente revelando que havia apenas um feto em seu ventre. Confusa e apavorada, Dakota começa a ter visões de uma figura ameaçadora, uma dessas visões leva Dakota a um cemitério próximo. Depois de investigar o túmulo da amiga recentemente assassinada de Aubrey, Dakota encontra uma fita azul com uma mensagem para o professor de piano, Douglas Norquist. Ela é seguida por Daniel, e declara: "Eu sei quem me matou". Os dois vão sozinhos a casa de Norquist para confrontá-lo, Daniel é dominado e morto por Norquist. Dakota entra na casa e ataca Norquist, confuso ele pergunta por que ela voltou, já que ele havia enterrado ela. Dakota mata Norquist e se dirige para a floresta, onde Norquist havia enterrado Aubrey viva. O filme termina sem resolução, deixando aberto à interpretação do público se Dakota realmente existia ou se tinha uma persona, personalidade alternativa para lidar com o trauma que sofreu.

## Elenco
| Ator/Atriz        | Personagem                   |
| ----------------- | ---------------------------- |
| Lindsay Lohan     | Aubrey Fleming / Dakota Moss |
| Julia Ormond      | Susan Fleming                |
| Neal McDonough    | Daniel Fleming               |
| Brian Geraghty    | Jerrod Pointer               |
| Garcelle Beauvais | Agente Julie Bascome         |
| Spencer Garrett   | Agente Phil Lazarus          |
| Gregory Itzin     | Dr. Grehg Jameson            |
| Thomas Tofel      | Douglas Norquist             |
| Rodney Rowland    | Kenny Scaife                 |
| Michael Adler     | Dr. Alex Dupree              |
| Paula Marshall    | Marnie Toland                |
| Brian McNamara    | Fred Toland                  |
| Michael Papajohn  | Jacob K./Joseph K.           |
| Art Bell          | ele mesmo                    |
| Jessica Rose      | Marcia                       |

## Recepção
I Know Who Killed Me foi lançado pela TriStar Pictures em 27 de julho de 2007 e foi um fracasso de crítica e bilheteria. Conseguiu 9.7 milhões de dólares nas bilheterias pelo mundo, com um orçamento de 12 milhões. Foi indicado a nove prêmios no Framboesa de Ouro, ganhou oito, incluindo o de pior filme, o de pior atriz para Lindsay Lohan, pior diretor e pior roteiro.
O site Rotten Tomatoes deu 7% de aprovação com base em 76 opiniões e disse: "Despreocupado e ridiculamente tramado, eu sei quem me matou é uma vergonha na carreira de todos os envolvidos - particularmente na carreira de Lindsay Lohan". Também conseguiu uma classificação de 16 pontos (de 100) no Metacritic, que indica "aversão esmagadora".
O site de filme de terror Bloody Disgusting deu ao filme uma crítica positiva e comentou que: "os problemas contínuos de Lohan com drogas e álcool fazia parte de um frenesi da mídia, que foi desnecessário e irrelevante para o filme. O filme em si foi uma surpresa mais do que agradável, bem filmado, bem atuado e com um pouco de suspense surpreendentemente intrigante e horripilante."

## Lançamentos
O filme foi lançado em DVD e Blu-ray em 27 de novembro de 2007. Entre os extras está um final alternativo mostrando todo o enredo do filme escrito por Aubrey. Também inclui uma versão estendida de Lohan no pole dance. O filme arrecadou 27.849.387 de dólares em vendas de DVD no mundo todo, conseguindo um retorno melhor em home vídeo do que nos cinemas.

## Trilha sonora
A trilha do filme composta por Joel McNeely, e lançada em 24 de julho de 2007. Ao contrário da criticas negativas para o filme, a trilha sonora recebeu críticas positivas de críticos de música de cinema, e foi nomeada para o prêmio de "Melhor trilha sonora original para um filme de terror/suspense" pela International Film Music Critics Association.
Faixas
1. Prelude for a Madman
2. Duality
3. Fairytale Theme
4. A Daughter Is Dead
5. End of Innocence/Aubrey Is Gone
6. A Mother's Grief
7. Search for Aubrey
8. The Bus Stop
9. Spontaneous Bleed
10. Going Home
11. Jennifer's Room
12. Some People Get Cut
13. Investigating Stigmata
14. The Mirror
15. The Graveyard
16. I Know Who Killed Me
17. The House
18. Dad Dies
19. Death of Norquist
20. Prelude/Reunited
21. Valse Brillante, Op. 34, No. 2 in A Minor